# She's an Alien
She's an Alien is de (Engelstalige) debuutsingle van de Belgische band Ashbury Faith uit 1992.
De single werd kort na hun zilveren medaille op de Yamaha Band Explosion van 1991 uitgebracht en werd een radio-hit (7 weken in De Afrekening op Studio Brussel) en tevens door MTV opgepikt. In de Vlaamse Top 50 verbleef het nummer drie weken (13 mei 1995 - 3 juni 1995) en bereikte als hoogste positie een 39e plaats.
De single bevatte naast de titelsong het liedje Slow (Too Fast to Funk).

## Meewerkende artiesten
- Producer
  - Werner Pensaert
- Muzikanten
  - Anton Janssens (keyboard)
  - Axl Peleman (basgitaar)
  - Matthias Van Der Hallen (gitaar)
  - Petra Polak (backing vocals)
  - Reinert d'Haene (drums)